# Gilberto Baires
Gilberto Arnulfo Baires Hernández (La Paz, El Salvador; 1 de abril de 1991) es un futbolista salvadoreño. Su posición es centrocampista y su actual club es el Municipal Limeño, de la Primera División de El Salvador.

## Trayectoria

### Clubes
Actualizado al último partido jugado el 3 de mayo de 2025.
| Club Deportivo Atlético Marte · El Salvador   | 1.ª                 |                     |     |    |   |   |   |   |     |    |
| Club Deportivo Atlético Marte · El Salvador   | 1.ª                 | 2009-10             | ?   | 2  | - | - | - | - | ?   | 2  |
| Club Deportivo Atlético Marte · El Salvador   | 1.ª                 | 2010-11             | ?   | 2  | - | - | - | - | ?   | 2  |
| Club Deportivo Atlético Marte · El Salvador   | 1.ª                 | 2011-12             | 31  | 4  | - | - | - | - | 31  | 4  |
| Club Deportivo Atlético Marte · El Salvador   | 1.ª                 | 2012-13             | 32  | 6  | - | - | - | - | 32  | 6  |
| Club Deportivo Atlético Marte · El Salvador   | Total               | Total               | 63  | 14 | 0 | 0 | 0 | 0 | 63  | 14 |
| Club Deportivo Águila · El Salvador           | 1.ª                 |                     |     |    |   |   |   |   |     |    |
| Club Deportivo Águila · El Salvador           | 1.ª                 | 2013-14             | 13  | 0  | - | - | - | - | 13  | 0  |
| Club Deportivo Águila · El Salvador           | 1.ª                 | 2014-15             | 29  | 5  | - | - | - | - | 29  | 5  |
| Club Deportivo Águila · El Salvador           | 1.ª                 | 2015                | 18  | 1  | - | - | - | - | 18  | 1  |
| Club Deportivo Águila · El Salvador           | Total               | Total               | 60  | 6  | 0 | 0 | 0 | 0 | 60  | 6  |
| Santa Tecla Fútbol Club · El Salvador         | 1.ª                 | 2016                | 15  | 4  | - | - | - | - | 15  | 4  |
| Santa Tecla Fútbol Club · El Salvador         | 1.ª                 | 2016-17             | 52  | 2  | - | - | - | - | 52  | 2  |
| Santa Tecla Fútbol Club · El Salvador         | 1.ª                 | 2017-18             | 43  | 8  | - | - | 2 | 0 | 45  | 8  |
| Santa Tecla Fútbol Club · El Salvador         | 1.ª                 | 2018-19             | 43  | 5  | - | - | 2 | 0 | 45  | 5  |
| Santa Tecla Fútbol Club · El Salvador         | 1.ª                 | 2019                | 19  | 2  | - | - | 3 | 0 | 22  | 2  |
| Santa Tecla Fútbol Club · El Salvador         | Total               | Total               | 172 | 21 | 0 | 0 | 7 | 0 | 179 | 21 |
| Club Deportivo Águila · El Salvador           | 1.ª                 | 2020                | 9   | 0  | - | - | - | - | 9   | 0  |
| Club Deportivo Águila · El Salvador           | Total               | Total               | 9   | 0  | 0 | 0 | 0 | 0 | 9   | 0  |
| Once Deportivo Fútbol Club · El Salvador      | 1.ª                 | 2020-21             | 30  | 0  | - | - | - | - | 30  | 0  |
| Once Deportivo Fútbol Club · El Salvador      | Total               | Total               | 30  | 0  | 0 | 0 | 0 | 0 | 30  | 0  |
| Club Deportivo Platense · El Salvador         | 1.ª                 | 2021-22             | 52  | 3  | - | - | - | - | 52  | 3  |
| Club Deportivo Platense · El Salvador         | Total               | Total               | 52  | 3  | 0 | 0 | 0 | 0 | 52  | 3  |
| Santa Tecla Fútbol Club · El Salvador         | 1.ª                 | 2022-23             | 33  | 2  | - | - | - | - | 33  | 2  |
| Santa Tecla Fútbol Club · El Salvador         | Total               | Total               | 33  | 2  | 0 | 0 | 0 | 0 | 33  | 2  |
| Club Deportivo Municipal Limeño · El Salvador | 1.ª                 | 2023-24             | 39  | 2  | - | - | - | - | 39  | 2  |
| Club Deportivo Municipal Limeño · El Salvador | Total               | Total               | 39  | 2  | 0 | 0 | 0 | 0 | 39  | 2  |
| Club Deportivo Platense · El Salvador         | 1.ª                 | 2024-25             | 25  | 2  | - | - | - | - | 25  | 2  |
| Club Deportivo Platense · El Salvador         | Total               | Total               | 25  | 2  | 0 | 0 | 0 | 0 | 25  | 2  |
| Total en su carrera                           | Total en su carrera | Total en su carrera | 483 | 50 | 0 | 0 | 7 | 0 | 490 | 50 |
| (2) No incluye goles en partidos amistosos.   |                     |                     |     |    |   |   |   |   |     |    |

Reservas
| Club                          | País        | Año         |
| ----------------------------- | ----------- | ----------- |
| Club Deportivo Atlético Marte | El Salvador | 2007 - 2009 |

### Selección nacional
| Selección                                      | Año                 | Partidos | Goles |
| ---------------------------------------------- | ------------------- | -------- | ----- |
| El Salvador                                    |                     |          |       |
| 2011                                           | 9                   | 0        |       |
| 2012                                           | 0                   | 0        |       |
| 2013                                           | 0                   | 0        |       |
| 2014                                           | 0                   | 0        |       |
| 2015                                           | 0                   | 0        |       |
| 2016                                           | 0                   | 0        |       |
| 2017                                           | 1                   | 0        |       |
| 2018                                           | 4                   | 1        |       |
| 2019                                           | 1                   | 0        |       |
| Total en su carrera                            | Total en su carrera | 15       | 1     |
| Estadísticas hasta el 17 de noviembre de 2019. |                     |          |       |

### Palmarés
| Club        | Competición      | País        | Año      |
| ----------- | ---------------- | ----------- | -------- |
| Santa Tecla | Liga Pepsi       | El Salvador | Ap. 2016 |
| Santa Tecla | Liga Pepsi       | El Salvador | Cl. 2017 |
| Santa Tecla | Copa El Salvador | El Salvador | 2016-17  |
| Santa Tecla | Liga Pepsi       | El Salvador | Ap. 2018 |
| Santa Tecla | Copa El Salvador | El Salvador | 2018-19  |